# Segunda División Peruana 2006
El Campeonato Descentralizado ADFP-SD 2006, conocida como Segunda División del Perú 2006, fue la edición número 54 de la Segunda División del Perú, fue la primera edición descentralizada y la primera bajo la denominación de Campeonato Descentralizado ADFP-SD.
Tuvo como participantes a doce equipos profesionales. A los 8 equipos que conservaron la categoría en la temporada anterior, se les unieron el descendido Universidad Cesar Vallejo; Alfonso Ugarte y Deportivo Curibamba (quienes compraron las categorías de Atlético Universidad -también descendido- y Sporting Cristal B respectivamente), además de los clubes Atlético Minero y UTC, quienes obtuvieron el derecho a participar mediante un concurso público. De esta forma, el torneo se convirtió en una verdadera Segunda División Nacional.
El campeonato empezó el 13 de mayo y culminó el 22 de octubre, jugándose en la modalidad todos contra todos en partidos de ida y vuelta. Al final de las 22 fechas, Deportivo Municipal se consagró campeón y obtuvo el ascenso a la Primera División. Por otro lado, Villa del Mar y Deportivo Curibamba descendieron y fueron relegados a la Etapa Regional de la Copa Perú 2007.

## Clasificación general
| Pos. | Equipo                 | Pts | PJ | G  | E  | P  | GF | GC | DG  |
| ---- | ---------------------- | --- | -- | -- | -- | -- | -- | -- | --- |
| 1    | Deportivo Municipal    | 45  | 22 | 12 | 9  | 1  | 35 | 15 | +20 |
| 2    | U. San Marcos          | 41  | 22 | 11 | 8  | 3  | 27 | 11 | +16 |
| 3    | Aviación-Coopsol       | 37  | 22 | 10 | 7  | 5  | 29 | 19 | +10 |
| 4    | UTC                    | 36  | 22 | 10 | 6  | 6  | 29 | 26 | +3  |
| 5    | Atlético Minero        | 35  | 22 | 10 | 5  | 7  | 37 | 28 | +9  |
| 6    | Alfonso Ugarte         | 32  | 22 | 9  | 5  | 8  | 32 | 35 | -3  |
| 7    | América Cochahuayco    | 28  | 22 | 7  | 7  | 8  | 27 | 27 | 0   |
| 8    | Olímpico Aurora        | 28  | 22 | 6  | 10 | 6  | 18 | 19 | -1  |
| 9    | U. César Vallejo       | 26  | 22 | 7  | 5  | 10 | 29 | 32 | -3  |
| 10   | La Peña Sporting       | 20  | 22 | 5  | 5  | 12 | 29 | 36 | -7  |
| 11   | Deportivo Curibamba    | 19  | 22 | 5  | 4  | 13 | 19 | 33 | -14 |
| 12   | Defensor Villa del Mar | 12  | 22 | 3  | 3  | 16 | 8  | 38 | -30 |

|  |                                                      |
|  | Ascendido al Campeonato Descentralizado 2007.        |
|  | Descendido a la Etapa Regional de la Copa Perú 2007. |

| Campeón                        |
| Deportivo Municipal 2.º título |

## Resultados
|                                  | AU  | AME | AVI | UCV | CUR | OLI | PEÑ | MIN | MUN | SM  | UTC | VM  |
| -------------------------------- | --- | --- | --- | --- | --- | --- | --- | --- | --- | --- | --- | --- |
| Alfonso Ugarte                   | XXX | 1-0 | 4-2 | 1-0 | 2-0 | 0-0 | 0-2 | 2-1 | 2-1 | 1-1 | 3-0 | 3-0 |
| América Cochahuayco              | 1-4 | XXX | 0-2 | 3-0 | 1-0 | 1-1 | 1-3 | 2-2 | 0-1 | 1-1 | 2-2 | 2-0 |
| Deportivo Aviación               | 1-1 | 0-2 | XXX | 3-0 | 1-0 | 0-1 | 2-2 | 0-2 | 1-2 | 0-0 | 2-0 | 1-0 |
| Universidad César Vallejo        | 4-2 | 1-1 | 1-2 | XXX | 2-1 | 1-2 | 5-1 | 3-2 | 0-0 | 0-2 | 4-2 | 0-0 |
| Deportivo Curibamba              | 4-1 | 0-0 | 0-3 | 2-1 | XXX | 0-0 | 2-0 | 0-2 | 2-2 | 0-0 | 1-2 | 1-0 |
| Olímpico Somos Perú              | 1-1 | 1-0 | 1-1 | 1-1 | 1-0 | XXX | 0-0 | 1-2 | 1-1 | 0-1 | 2-0 | 2-0 |
| La Peña Sporting                 | 6-0 | 0-2 | 0-1 | 0-1 | 4-3 | 1-1 | XXX | 3-4 | 1-1 | 0-1 | 1-3 | 1-0 |
| Atlético Minero                  | 3-2 | 3-3 | 1-3 | 4-0 | 3-0 | 3-0 | 1-1 | XXX | 0-1 | 1-2 | 0-2 | 0-0 |
| Deportivo Municipal              | 3-1 | 1-0 | 1-1 | 1-1 | 3-1 | 1-1 | 2-0 | 2-0 | XXX | 1-0 | 3-2 | 5-0 |
| Universidad San Marcos           | 3-0 | 1-2 | 0-0 | 1-0 | 4-0 | 2-0 | 2-1 | 0-1 | 0-0 | XXX | 1-1 | 2-0 |
| Universidad Técnica de Cajamarca | 1-1 | 1-0 | 1-1 | 1-0 | 1-0 | 1-0 | 3-2 | 0-1 | 1-1 | 1-1 | XXX | 2-0 |
| Defensor Villa del Mar           | 1-0 | 2-3 | 0-2 | 0-4 | 0-2 | 2-1 | 1-0 | 1-1 | 0-2 | 1-2 | 0-2 | XXX |

## Premiación
| Jugador        | Equipo                 | Categoría                    |
| -------------- | ---------------------- | ---------------------------- |
| Marco Portilla | Deportivo Municipal    | Mejor Jugador del campeonato |
| Wilkin Cavero  | Atlético Minero        | Goleador del campeonato      |
| Exar Rosales   | Universidad San Marcos | Arquero menos batido         |
| Juan José Tan  | Deportivo Municipal    | Mejor entrenador             |

Fuente: Peru.com 